# Honda Odyssey (Nordamerika)
Der Honda Odyssey ist ein Van, den Honda in einer eigenen Version in Nordamerika anbietet.

## Honda Odyssey USA I (RA1–5; 1994 – 1999)
Honda brachte Mitte der 1994 in den USA und Asien zunächst den auf Honda-Accord-Basis gebauten Honda Odyssey I (RA1/RA3) auf den Markt (im deutschsprachigen Raum als Shuttle bekannt). Jedoch zeigte sich bald, dass das Auto für die Van-verwöhnten Amerikaner zu klein dimensioniert und zu schwach motorisiert war. Also wurde der Odyssey komplett neu entwickelt und speziell für den US-Markt angepasst und wurde in dieser Form ab dem Modelljahr 1999 angeboten.
Der erste Odyssey wurde von Isuzu auch als Isuzu Oasis angeboten.

## Honda Odyssey USA II (RL1) / Honda Lagreat (1999 – 2004)
Der Odyssey mit dem Typcode „RL1“ ist Hondas größter Van. Der Odyssey in der US-Version ist mit Schiebetüren ausgestattet und wurde ausschließlich in den USA / Kanada und Japan (dort als Honda Lagreat) angeboten. Gebaut wurde das Modell zunächst in Alliston, Ontario (Kanada) und ab 2002 in Lincoln, Alabama.

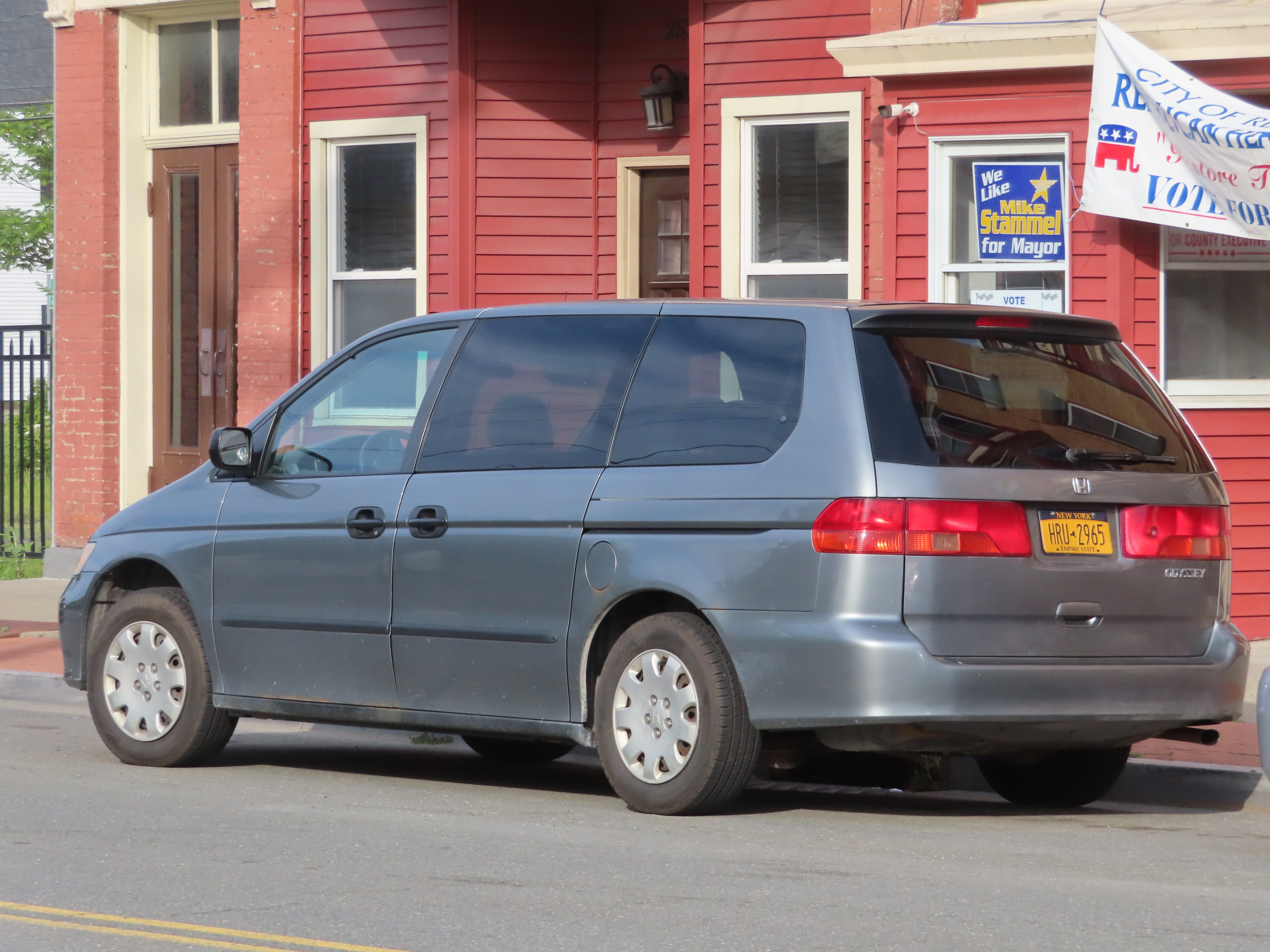
Heckansicht
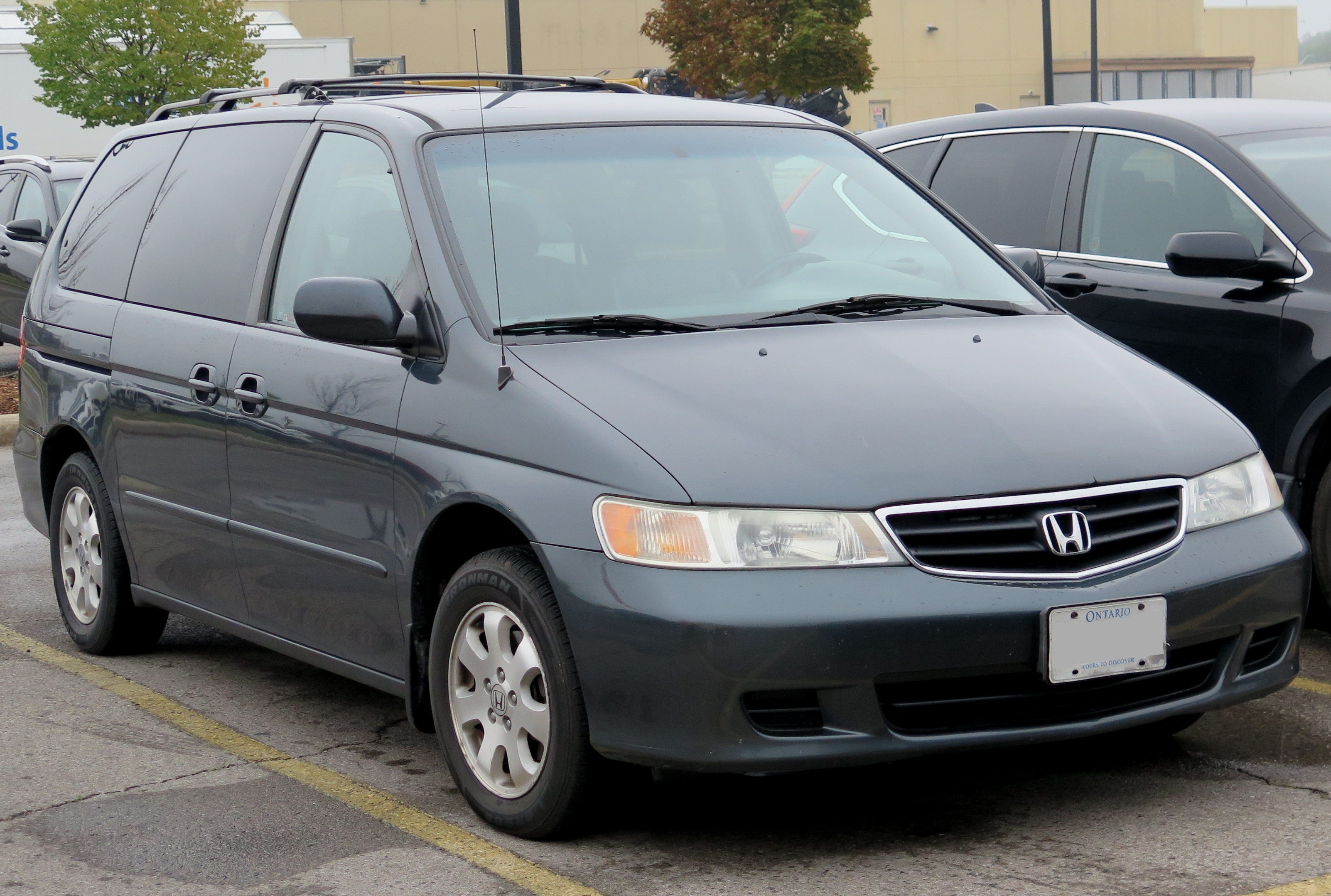
Facelift (2002–2004)

## Honda Odyssey USA III (RL3/RL4; 2005 – 2010)
Im September 2004 kam der US-Odyssey der dritten Generation mit dem Typcode „RL3“ auf den Markt.
In Japan ersetzte der Honda Elysion den auf dem Odyssey II basierenden Lagreat.
Der Odyssey basierte deutlich sichtbar auf dem sehr erfolgreichen Vorgänger, erhielt aber in vielen Details Verbesserungen, so u. a. einen verstärkten 3,5-Liter-V6-Motor (J35A6 und J35A7; jetzt mit 255 PS) mit VCM (einem variablen Zylindermanagement; optional) und i-VTEC sowie ein verbessertes Fahrwerk, überarbeitete Karosseriedetails sowie stärkere Bremsen. Die Ingenieure legten außerdem Wert auf verbesserte Geräuschreduktion und Fahrkomfort.
Auch die Ausstattung wurde verfeinert. Das Odyssey-Modell verfügte (außer in der LX-Version) wieder über elektrischen Schiebetüren. Zusätzlich waren je nach Modellvariante Reifen mit Notlaufoption, Reifendrucksensoren, elektrisch betätigte Heckklappe, elektrisch zu öffnende Fenster in den Schiebetüren, Sonnenschutzrollos, Licht- und Parksensoren, elektrisches Schiebedach und im Innenraum eine 60:40 geteilte dritte Sitzreihe, die weiterhin versenkbar ist, ein 3. Sitz (eher ein Notsitz) in der zweiten Sitzreihe, diverse Konsolen und Ablagen, zahlreiche Airbags, 3-Zonen-Klimaautomatik und eine elektrisch einstellbare Pedalerie erhältlich. Der Platz für das Notrad wurde wieder in das Heck des Fahrzeugs versetzt, dafür wurde im Fußraum der 2. Reihe ein Staufach im Boden geschaffen. Die Steuerung der elektrischen Schiebetüren wurde deutlich verfeinert, sodass sie leiser und leichter auf und zu fuhren und bereits bei kleineren Hindernissen mit Stopp oder Rücklauf reagierten.
Die Produktion des Odysseys erfolgte ab Herbst 2004 bei der Honda Manufacturing of Alabama in Lincoln (Alabama, USA) – das Vorgängermodell wurde seit 2002 dort gebaut. In diesem Werk wurden außerdem auf zwei weiteren Produktionslinien noch der Acura MDX und der Honda Pilot montiert.

Das ab 2008 überarbeitete Modell erhielt den Modellcode RL4.

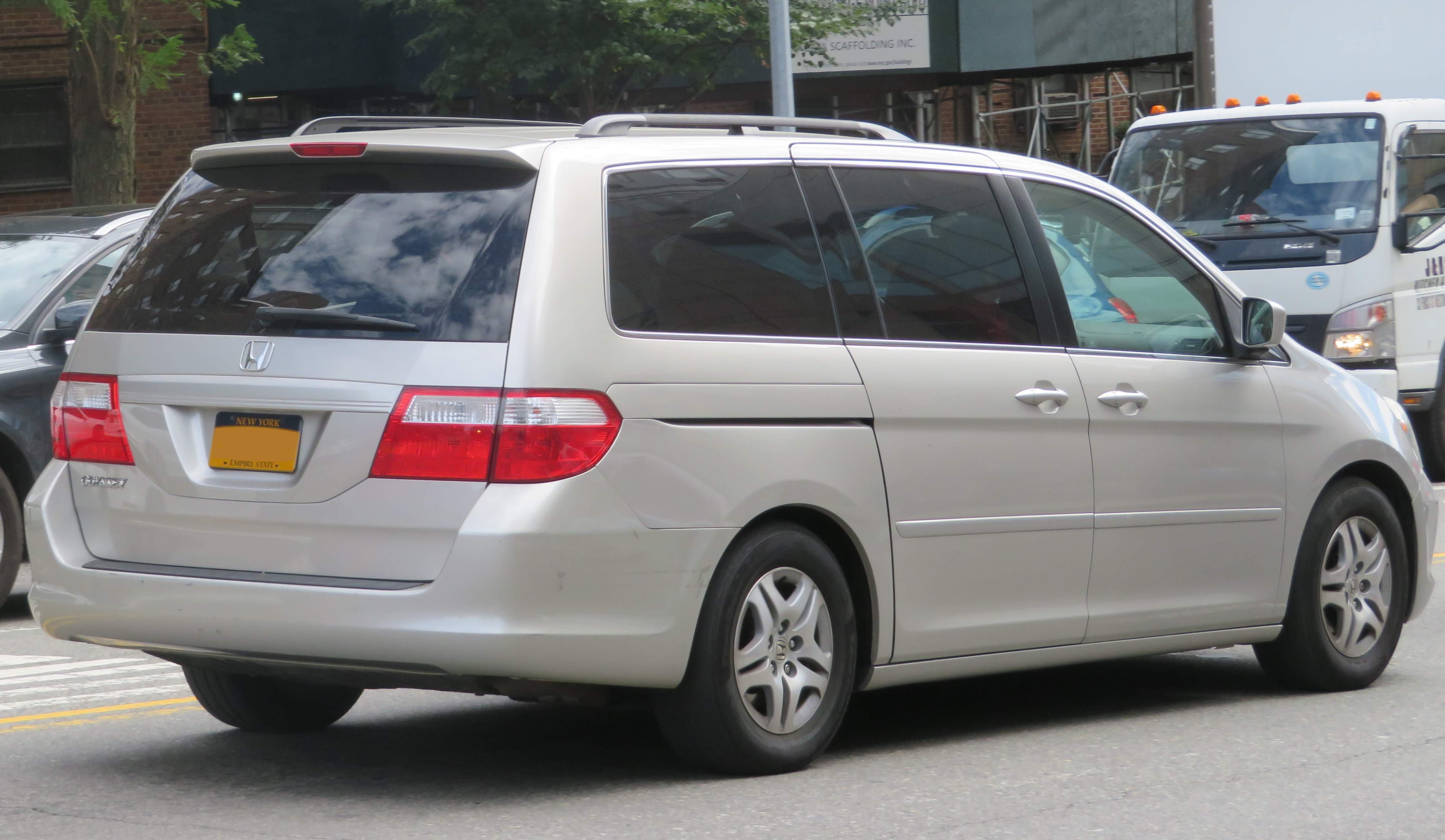
Heckansicht
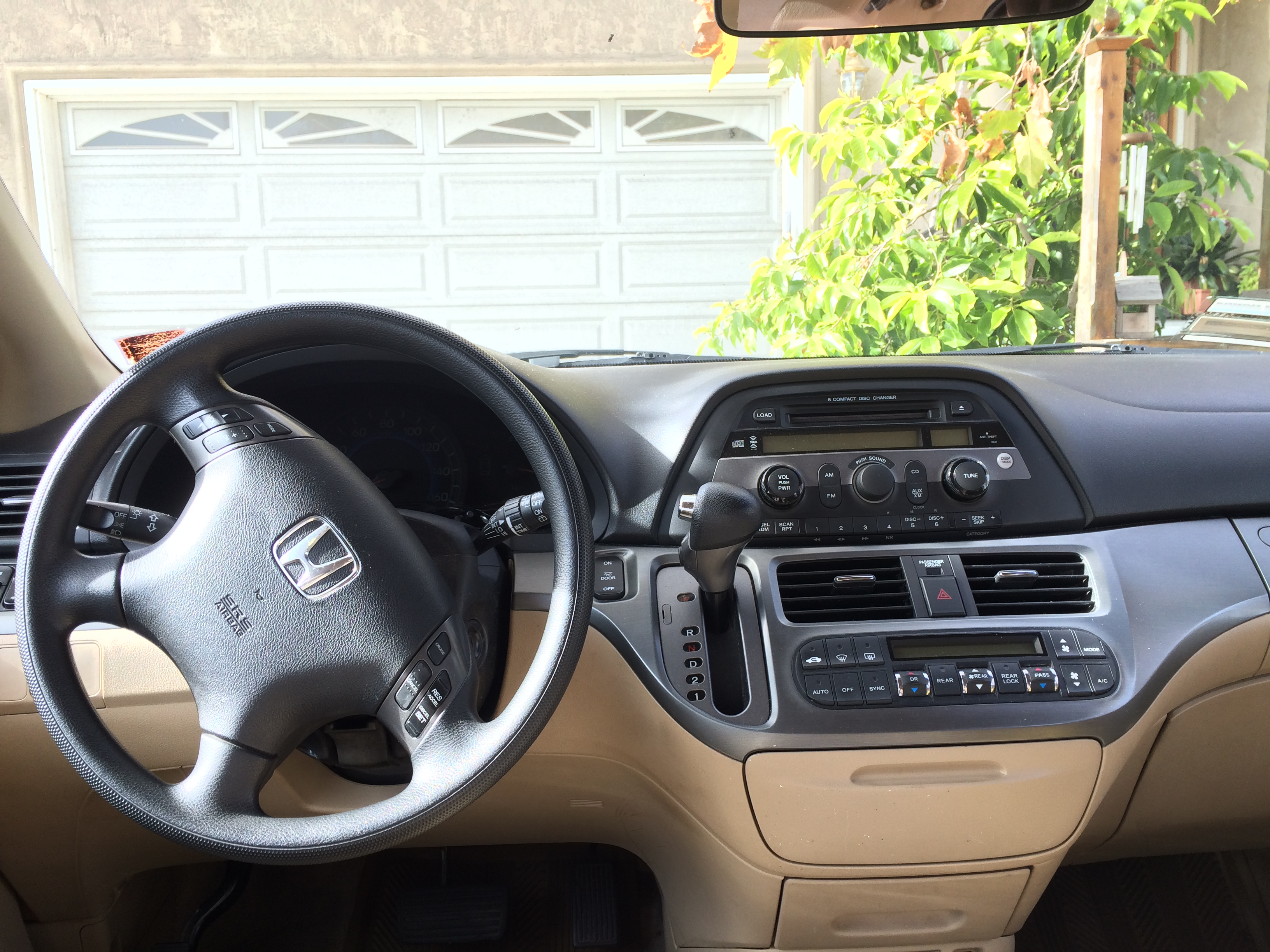
Innenraumansicht
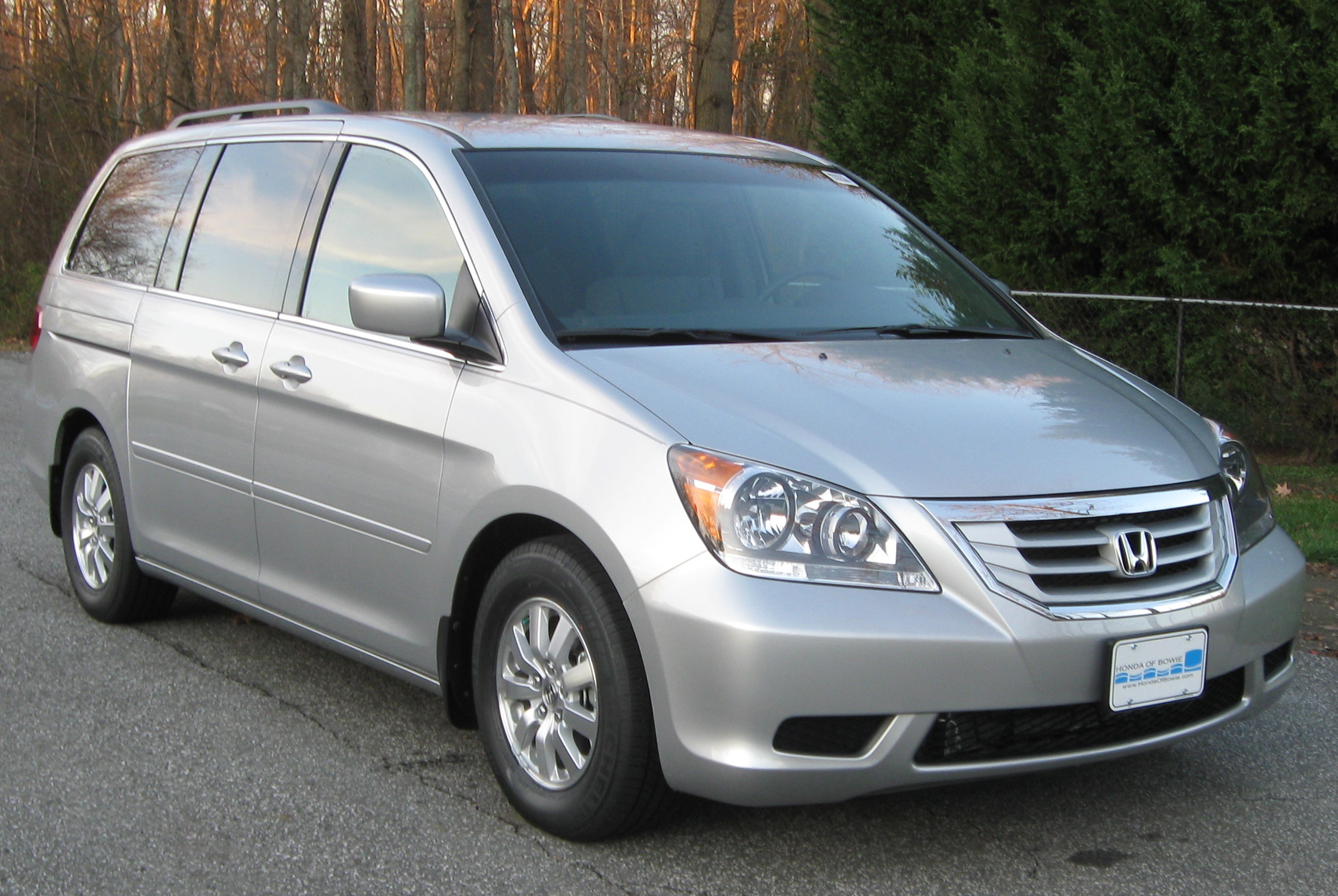
Facelift (2008–2010)
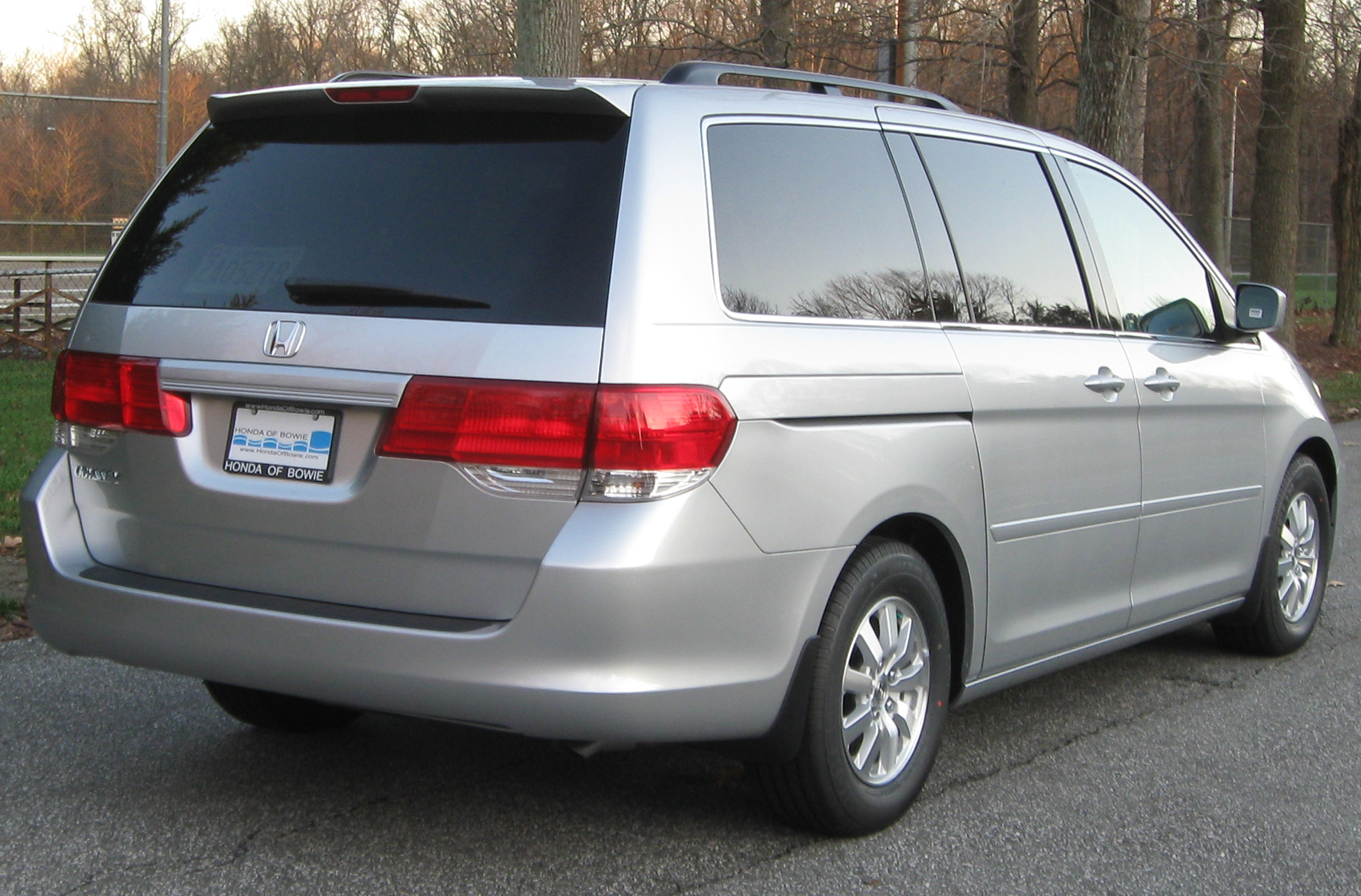
Heckansicht

## Honda Odyssey USA IV (RL5; 2010 – 2017)
Im Februar 2010 wurde der neue Odyssey erstmals der Weltöffentlichkeit vorgestellt. Honda bleibt bei dem besonders in Nordamerika sehr erfolgreichen Konzept des Vorgängers. Mit über 130.000 (in 2008) und 100.000 (in 2009) verkauften Einheiten war der Odyssey III der beliebteste und erfolgreichste Minivan in Nordamerika. Der Neue wird etwas flacher als der Vorgänger (−2,5 cm), dafür aber auch breiter (+3,5 cm). Die Motorisierung scheint wie schon beim Vorgänger auf dem 3,5-Liter-V6-Motor zu beruhen, der ein weiter verbessertes Zylindermanagement-System bekommt (VCM). Daraus sollen weiter verbesserte Verbrauchswerte resultieren, die Honda USA mit ca. 12,4 l/100 km im Stadtverkehr und 8,4 l/100 km über Land angibt.
Wahlweise ist ein 5-Gang oder 6-Gang Automatikgetriebe erhältlich.

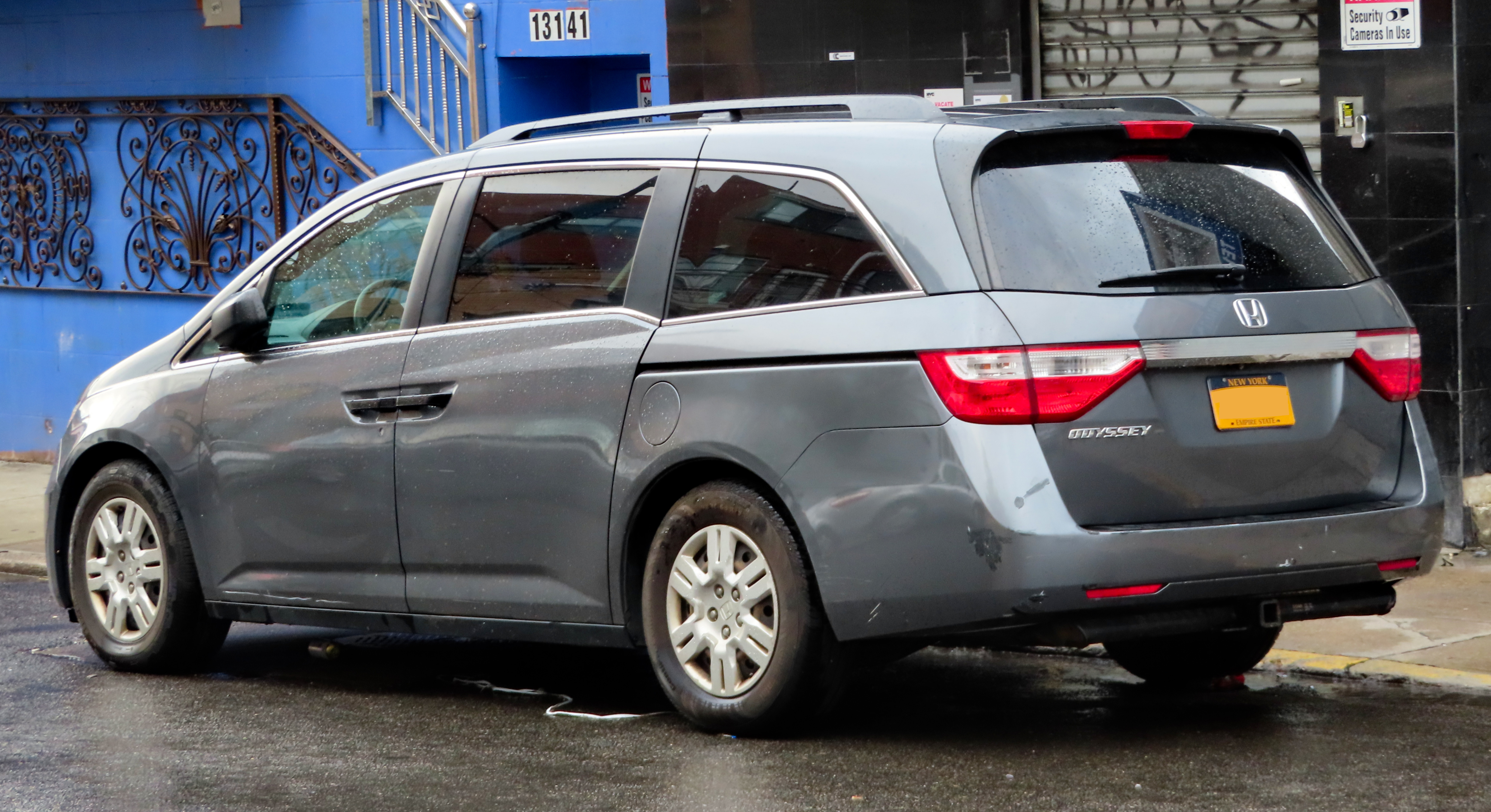
Heckansicht
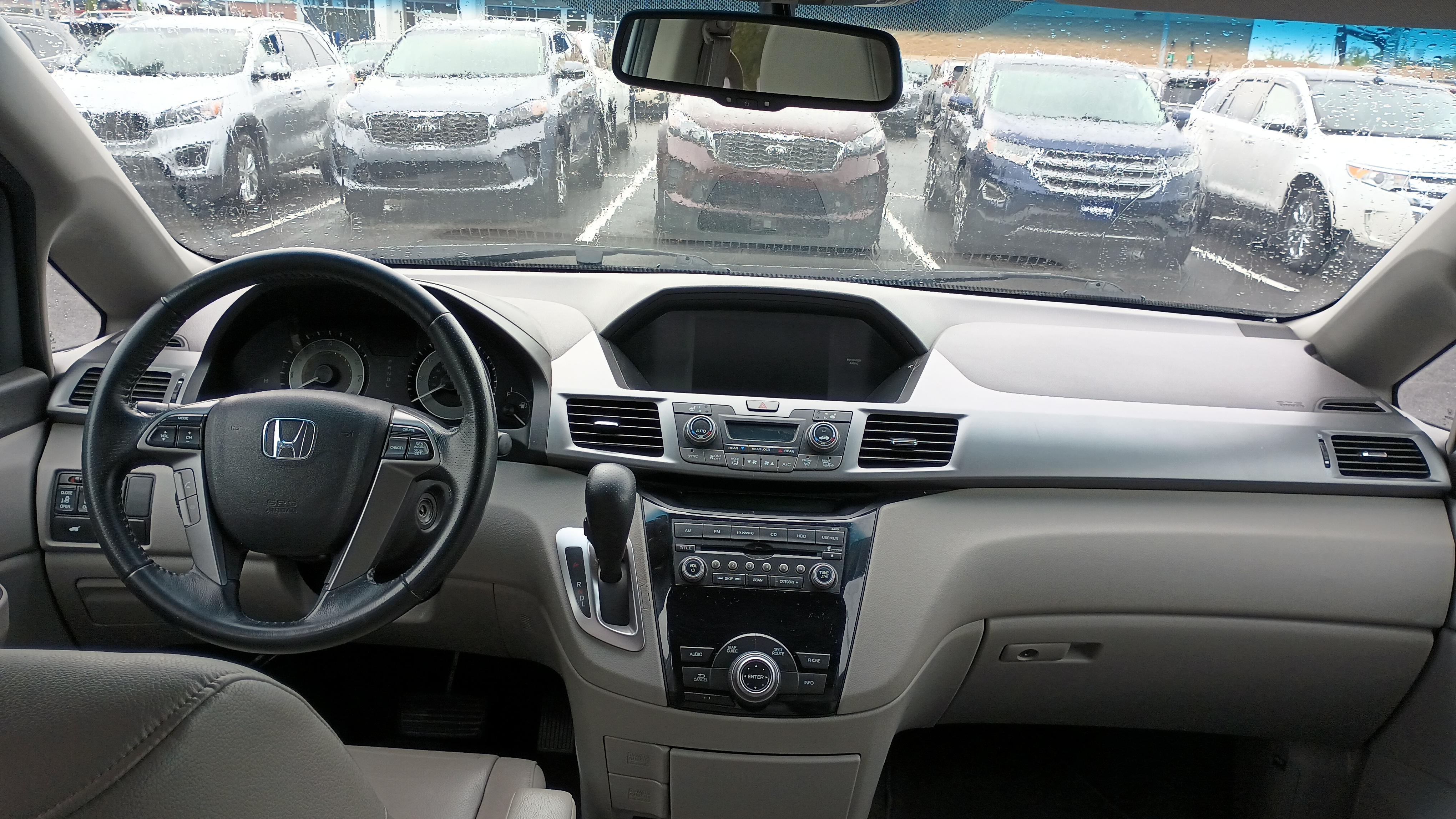
Innenraumansicht
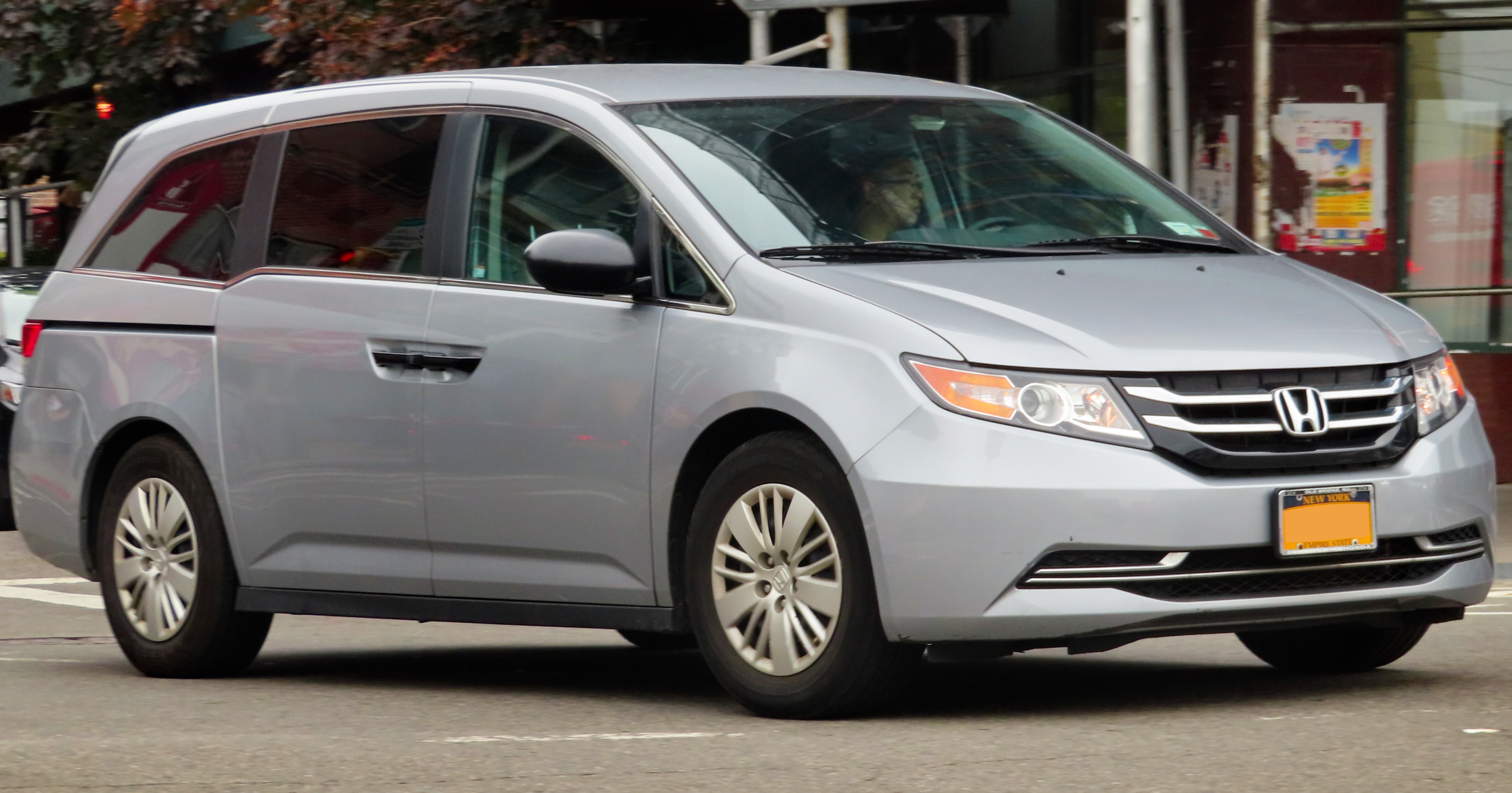
Facelift (2014–2017)
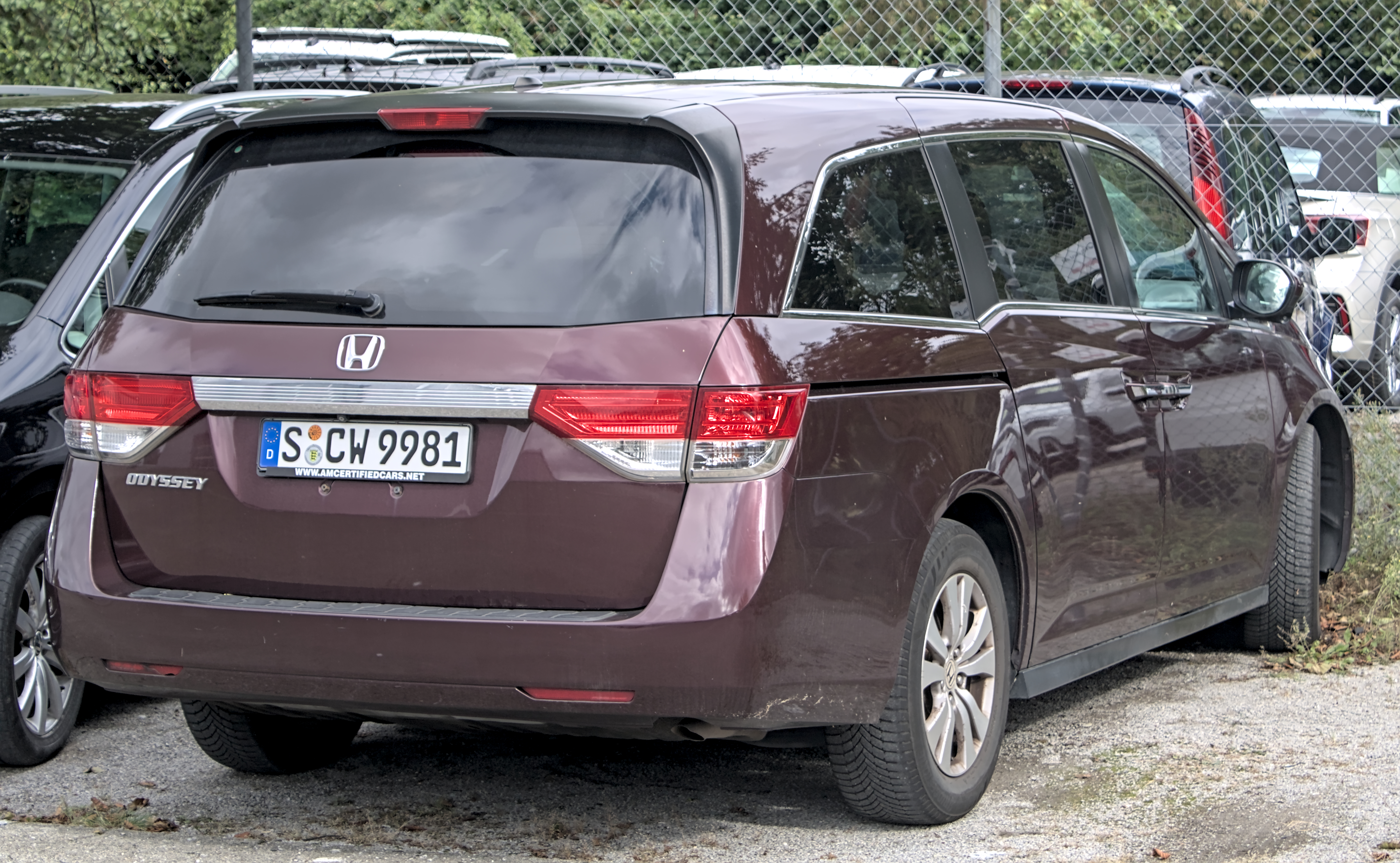
Heckansicht

## Honda Odyssey USA V (RL6; seit 2017)
Die fünfte Generation des Honda Odyssey wurde im Januar 2017 auf der North American International Auto Show in Detroit erstmals der Weltöffentlichkeit vorgestellt. Der Verkauf begann im März 2017. Das neue Fahrzeug ist etwas länger (0,6 cm), dafür allerdings 1,8 cm schmaler und 0,3 cm niedriger als das Vorgängermodell. Bei dem Motor handelt es sich um den gleichen wie in der vierten Generation, ist jedoch in der aktuellen Generation erstarkt. Die Karosserie besteht aus ultrahochfestem Stahl, der das Gewicht des Fahrzeugs gegenüber dem Vorgänger um 34 Kilogramm senkt. Somit wird der kombinierte Stadt-Land-Verbrauch mit 10,7 Liter angegeben.

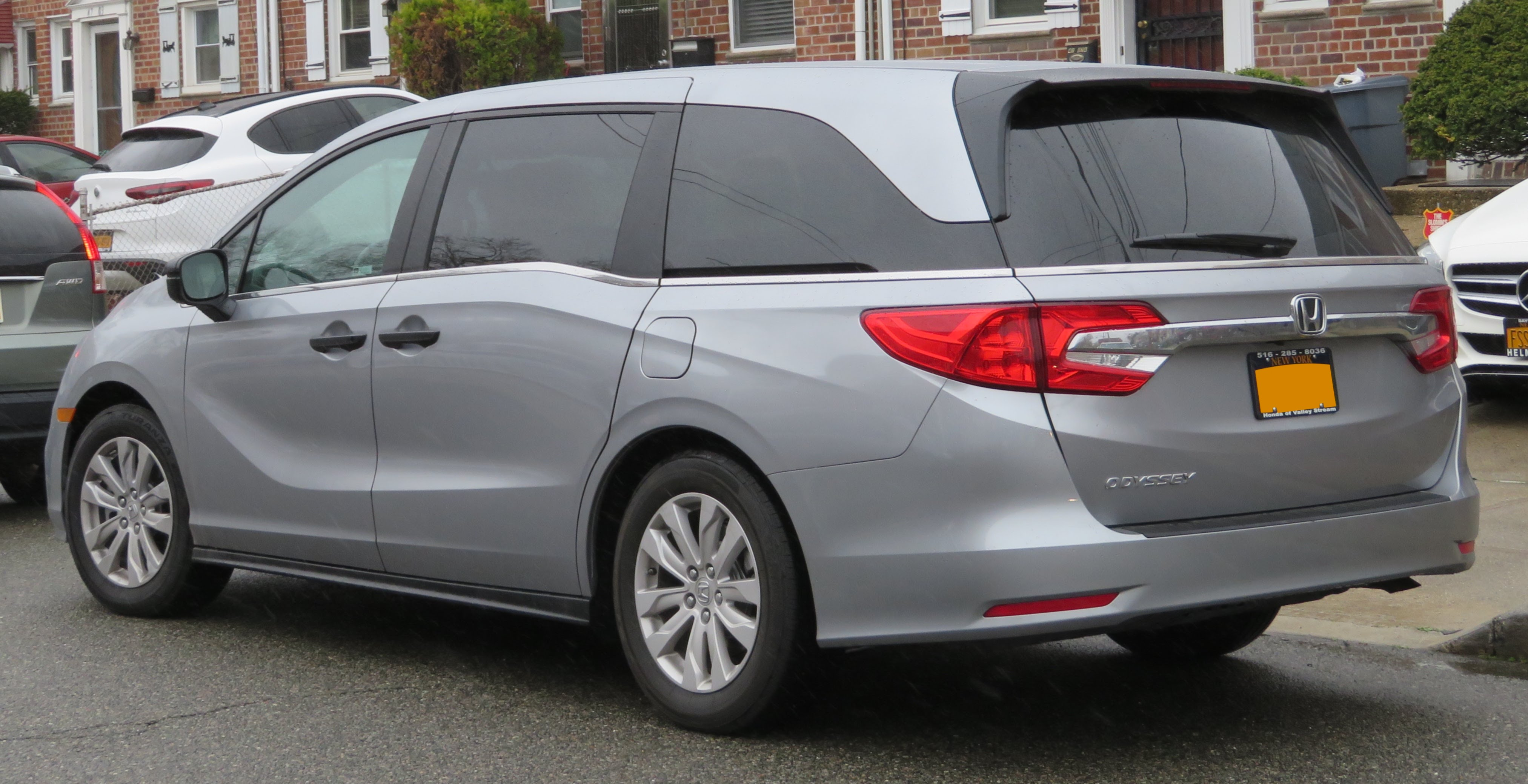
Heckansicht
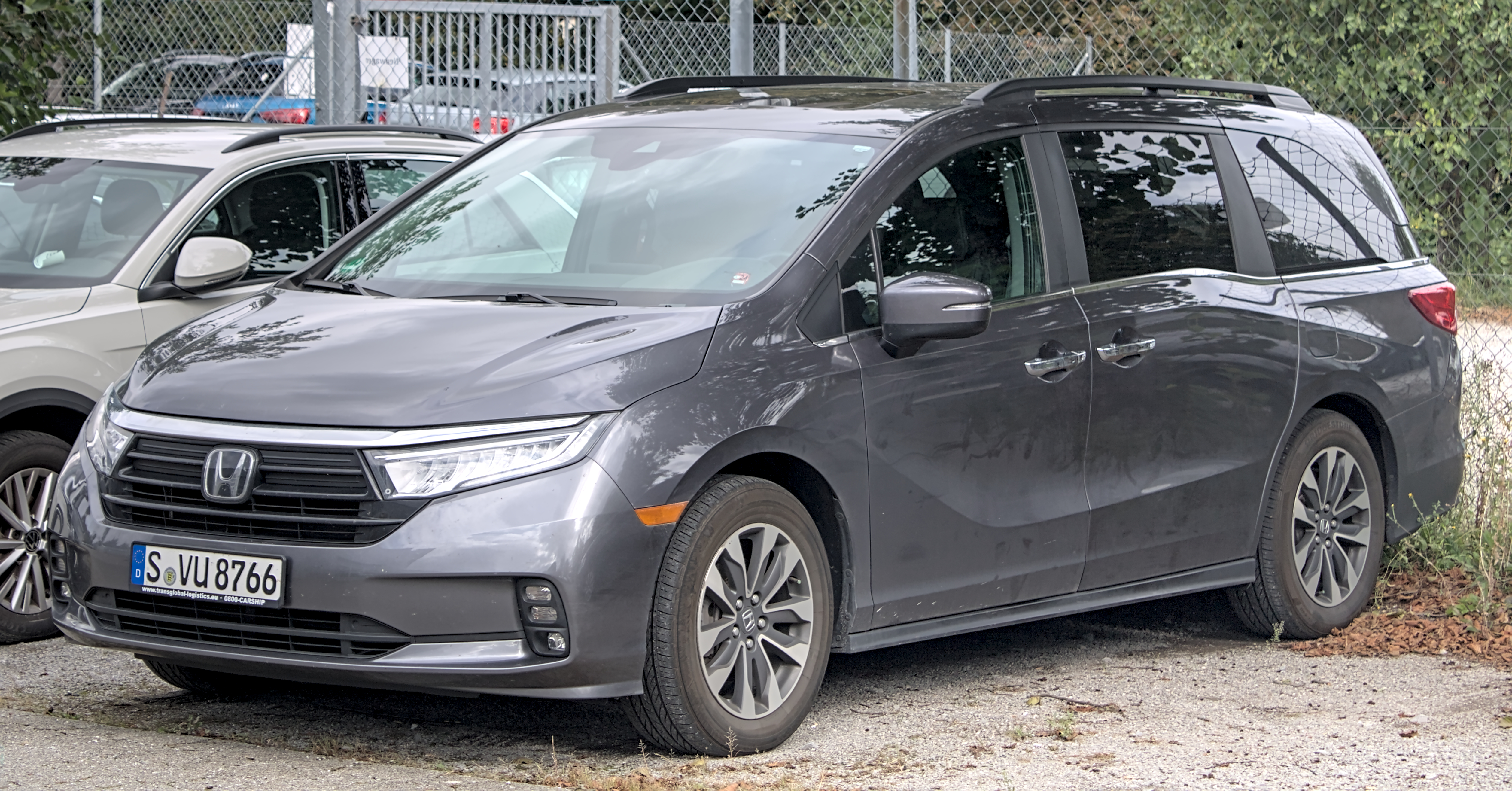
Facelift (seit 2021)
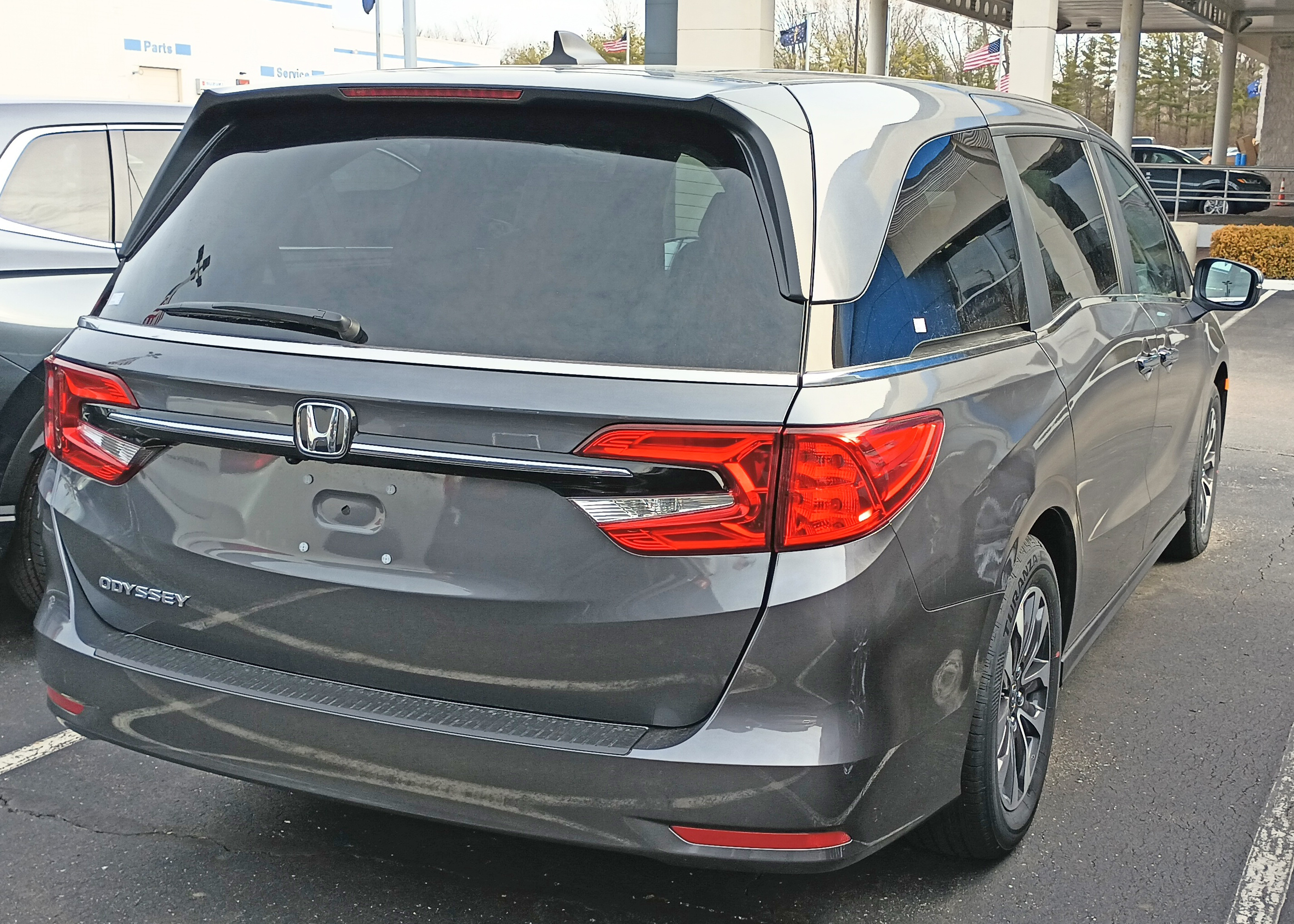
Heckansicht